# Siglo XX (banda)
Siglo XX (pronunciado Siglo Veinte) fue una banda belga de Coldwave, Dark wave y Rock gótico durante la década del ochenta. Su nombre proviene de un movimiento anarquista de la Guerra Civil Española. Fue una de las bandas más notorias del coldwave belga e incluso considerada en el 2010 como una importante influencia para la música belga posterior a ella. 
Siglo XX surgió en un contexto de problemática social. En Genk, ciudad de origen de la banda, las minas de carbón cerraron y el desempleo, pobreza y violencia afligió a sus habitantes.
Esta banda fue una de las pioneras en música independiente, al lado de Struggler y De Brassers, debido a la producción de su sencillo “The Naked And The Death” bajo ninguna discográfica en 1980.
Siglo XX desenvolvió un sonido oscuro compuesto por guitarras desgarradoras y oportunas,  un bajo sosegado y versátil, sintetizadores  prolongados o cadenciosos, lírica de protesta, desesperación y desolación, voces lúgubres e iracundas y un esporádico saxo. Un sonido influenciado por bandas Post-punk de fines de los setenta, como Joy Division.

## Integrantes
- Erik Dries (voz)
- Antonio Palermo (guitarra)
- Dirk Chauvaux (guitarra, bajo)
- Klaas Hoogerwaard (batería)
- Chris Nelis (sintetizador, 1980–1982)
- Guido Bos (bajo, 1978–1984)

## Discografía

### The Naked And The Death (7" – 1980)
1. The Naked And The Death
2. Lines Of Hope
3. Individuality

### Siglo XX (K7 - 1981)
1. Whispers
2. Fall
3. Obsession
4. Future
5. Factory
6. Calculated Mistakes
7. Good News
8. Progress
9. Caraïbean Nightmares

### The Art Of War (12" - 1982)
1. The Art Of War
2. La Vie Dans La Nuit
3. Youth Sentiment
4. Autumn

### Answer (Mini-LP - 1983)
1. Answer
2. After The Dream
3. The Room
4. Until A Day
5. Endless Corridor
6. Dreams Of Pleasure

### Dreams Of Pleasure (12" - 1983)
1. Dreams Of Pleasure
2. In The Garden
3. Silent House

### In The Garden (7" - 1984)
1. In The Garden
2. Silent House

### Live sides / Studio sides (2 LP - 1984)

#### Side 1
1. Some Have A Laughter
2. Guilt And Desire
3. Moving Creatures
4. Babies On A Battlefield
5. The Fiddle

#### Side 2
1. Fools
2. Obsession
3. Whispers
4. The Room
5. Birds
6. Into The Dark
7. Progress
8. The Beginning
9. The Art Of War

### Re-Released 1980-1982 (LP - 1984)
1. The Naked And The Death
2. The Art Of War
3. Lines Of Hope
4. Youth Sentiment
5. Obsession
6. Factory
7. La Vie Dans La Nuit
8. Individuality
9. Autumn
10. Caraibian Nightmare
11. The Fall

### It's All Over Now (12" - 1986)
1. It's All Over Now
2. Fear
3. Babies On A Battlefield
4. Death-Row

### Till The End Of The Night (12" - 1987)
1. The End Of The Night
2. Deadman's Cave
3. The Beginning

### Flowers For The Rebels (CD - 1987)
1. Sister In The Rain
2. Fear
3. No One Is Innocent
4. Afraid To Tell
5. Sister Suicide
6. Till The Act Is Done
7. Shadows
8. Flesh And Blood
9. Ride
10. The End Of The Night
11. Dead Man's Cave
12. The Beginning

### View Of The Weird (12" - 1987)
1. View Of The Weird
2. Silent Crowd

### Antler Tracks I (CD - 1987)
1. Answer
2. After The Dream
3. The Room
4. Until A Day
5. Endless Corridor
6. Dreams Of Pleasure
7. Some Have A Laughter
8. Guilt And Desire
9. Moving Creatures
10. Babies On A Battlefield
11. The Fiddle
12. It's All Over Now
13. Fear
14. Babies On A Battlefield
15. Death Row

### Antler Tracks II (CD - 1987)
1. The Naked And The Death
2. Lines Of Hope
3. Individuality
4. Obsession
5. Factory
6. Caraibean Nightmares
7. The Art Of War
8. La Vie Dans La Nuit
9. Youth Sentiment
10. Autumn
11. Dreams Of Pleasure
12. In The Garden
13. Silent House
14. The Room (live)
15. Into The Dark (live)
16. Progress (live)
17. The Beginning (live)
18. The Art Of War (live)

### Fear And Desire (CD - 1988)
1. Fear And Desire
2. Everything Is On Fire
3. Lost In Violence
4. Sorrow And Pain
5. 35 Poems
6. On The Third Day
7. My Sister Called Silence
8. The Pain Came

### Summers Die (12" - 1989)
1. Summers Die
2. Waiting For A Friend

### Under A Purple Sky (CD - 1989)
1. Baby Divine
2. When Will It Be Me
3. I Send You My Tears
4. Untouchable Flame
5. Body Meets Body
6. Alice
7. Vanity Lane
8. City In Dust

### 1980-1986 (CD - 2006)
1. The Naked And The Death
2. Individuality
3. Obsession
4. La Vie Dans La Nuit
5. Autumn
6. Until A Day
7. Endless Corridor
8. Dreams Of Pleasure
9. In The Garden
10. Silent House
11. Some Have A Laughter
12. Guilt And Desire
13. Babies On A Battlefield
14. It's All Over Now
15. The Room (live)
16. The Beginning (Live)
17. The Art Of War (Live)

### Siglo XX (LP - 2010)
1. A1 Whispers
2. A2 Fall
3. A3 Obsession
4. A4 Future
5. A5 Factory
6. A6 Calculated Mistakes
7. B1 Good News
8. B2 Progress
9. B3 Caraïbean Nightmares
10. B4 No Communication
11. B5 Into The Dark